# Michael Darr Barnes
Michael Darr Barnes (ur. 3 września 1943 w Waszyngtonie) – amerykański prawnik i polityk, działacz Partii Demokratycznej. W latach 1979–1987 był przedstawicielem ósmego okręgu wyborczego w stanie Maryland w Izbie Reprezentantów Stanów Zjednoczonych.